# Dimineața (ziar)
Format:Infocaseta Publicație

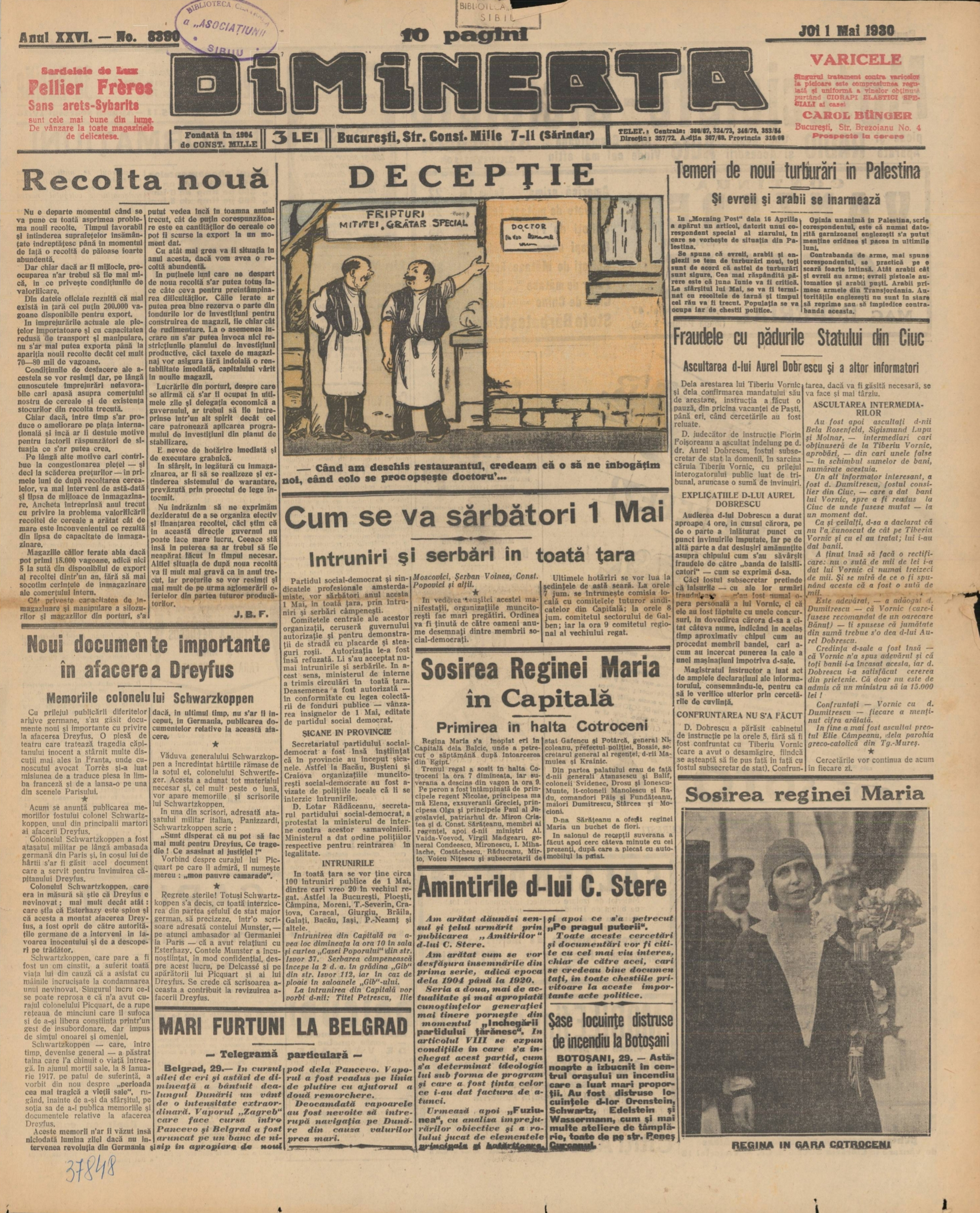
Prima pagina a ziarului Dimineața din mai 1930

Dimineața a fost un ziar socialist din România, publicat în prima jumătate a secolului XX. Fondat în 1904, a devenit unul dintre cele mai importante cotidiene de orientare de stânga, fiind apropiat de mișcările socialiste și muncitorești din țară. Directorul publicației a fost jurnalistul și activistul socialist Constantin Mille. 

## Istoric
Ziarul a fost lansat în 1904, având o orientare socialistă clară, susținând drepturile muncitorilor și promovând idei progresiste. Primul număr al publicației a apărut în noiembrie 1904.
În perioada interbelică, Dimineața a avut un rol important în dezbaterile politice și sociale ale vremii. A fost una dintre publicațiile care au urmărit îndeaproape evenimentele internaționale și ascensiunea regimurilor totalitare din Europa.
Ziarul și-a încetat activitatea în decembrie 1937, ultimul număr fiind publicat în acea lună.

## Conținut și impact
Ziarul a abordat subiecte variate, de la politică și economie până la cultură și probleme sociale. A avut colaboratori importanți din rândul intelectualilor de stânga ai vremii și a contribuit la formarea opiniei publice socialiste.
Publicația a fost una dintre sursele de informare care a relatat despre evenimente majore, inclusiv despre cazul lui Petrache Lupu, ciobanul din Maglavit care a susținut că a avut viziuni divine în 1935.